# Patriarchenkloster „Heilige Dreifaltigkeit“

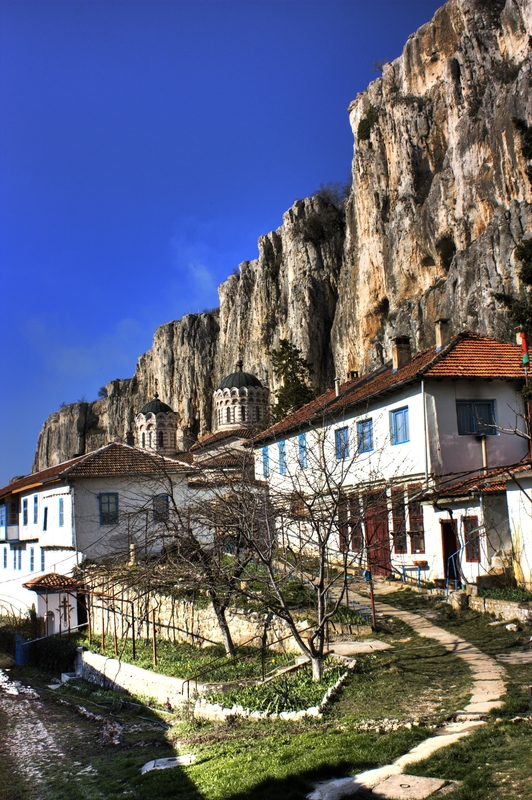

Das Patriarchenkloster „Heilige Dreifaltigkeit“ (bulgarisch Патриаршеският манастир „Света Троица“) ist ein bulgarisch-orthodoxes Kloster in der bulgarischen Stadt Weliko Tarnowo (Oblast Weliko Tarnowo).

## Geschichte
Einigen Theorien zufolge soll das Kloster im Jahr 1070 gegründet worden sein. Andere Theorien gehen davon aus, dass das Kloster im 14. Jahrhundert gegründet wurde. Die Klosterkirche wurde 1847 von Kolju Fitscheto erbaut und ausgemalt. 1913 wurde sie bei einem Erdbeben zerstört und 1927 in der heutigen Form wiederaufgebaut.